# Lijst van Tiranezen
Deze lijst van Tiranezen biedt een chronologisch overzicht van bekende personen die in de Albanese hoofdstad Tirana zijn geboren of er hebben gewoond.

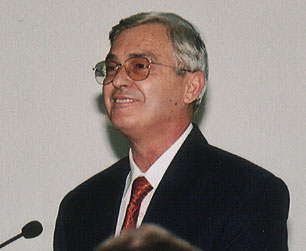
President Rexhep Meidani (1944)

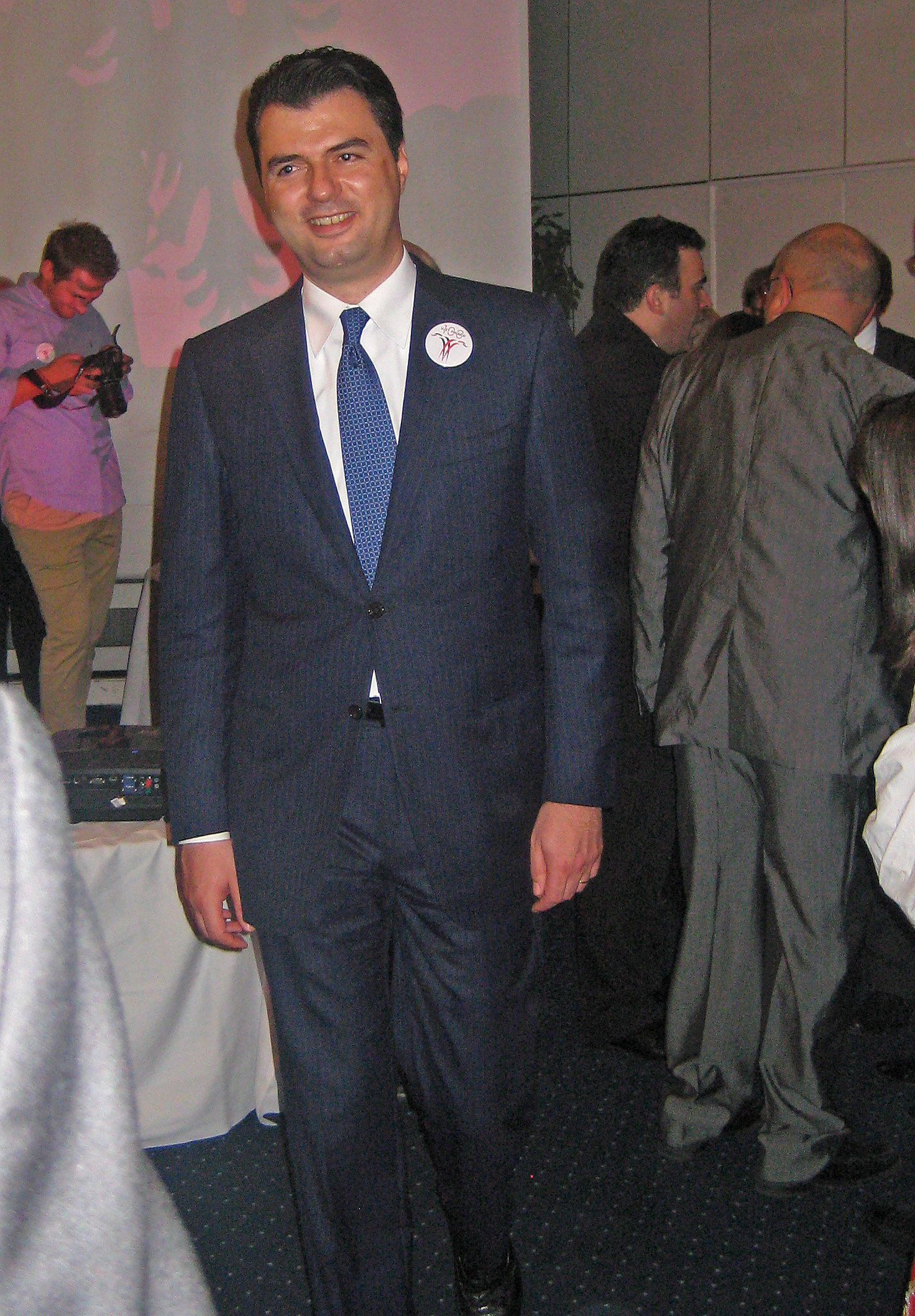
Minister en burgemeester Lulzim Basha (1974)

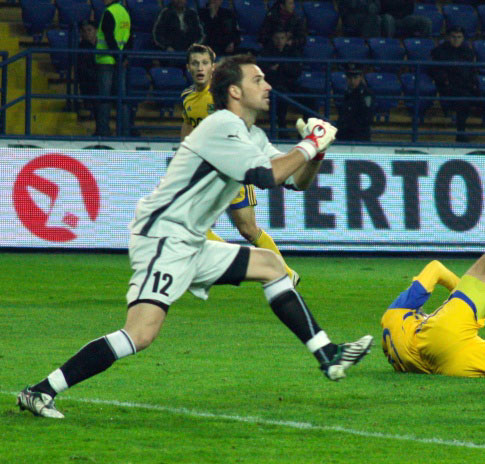
Voetballer Isli Hidi (1980)

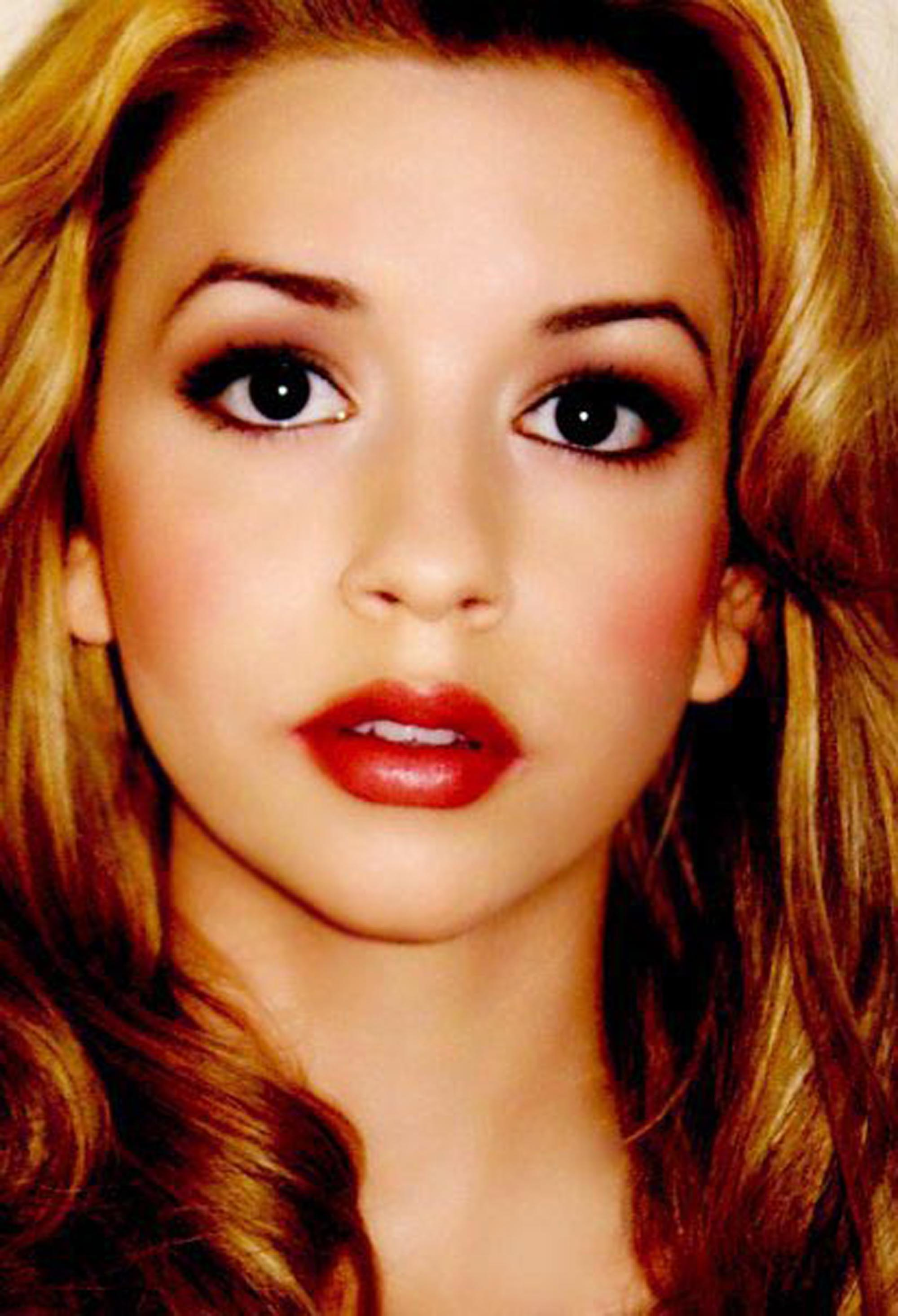
Actrice Masiela Lusha (1985)

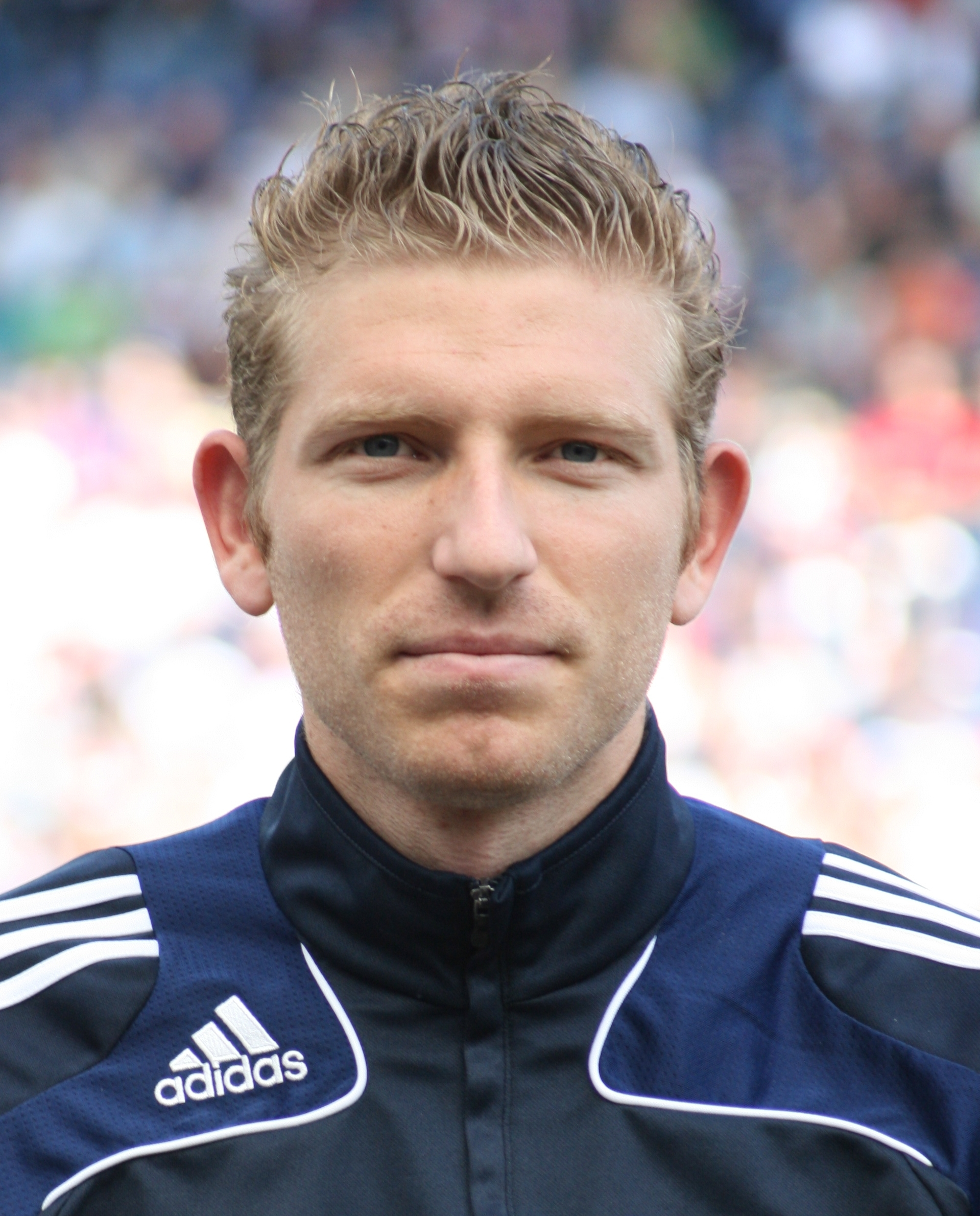
Voetballer Ronald Gërçaliu (1986)

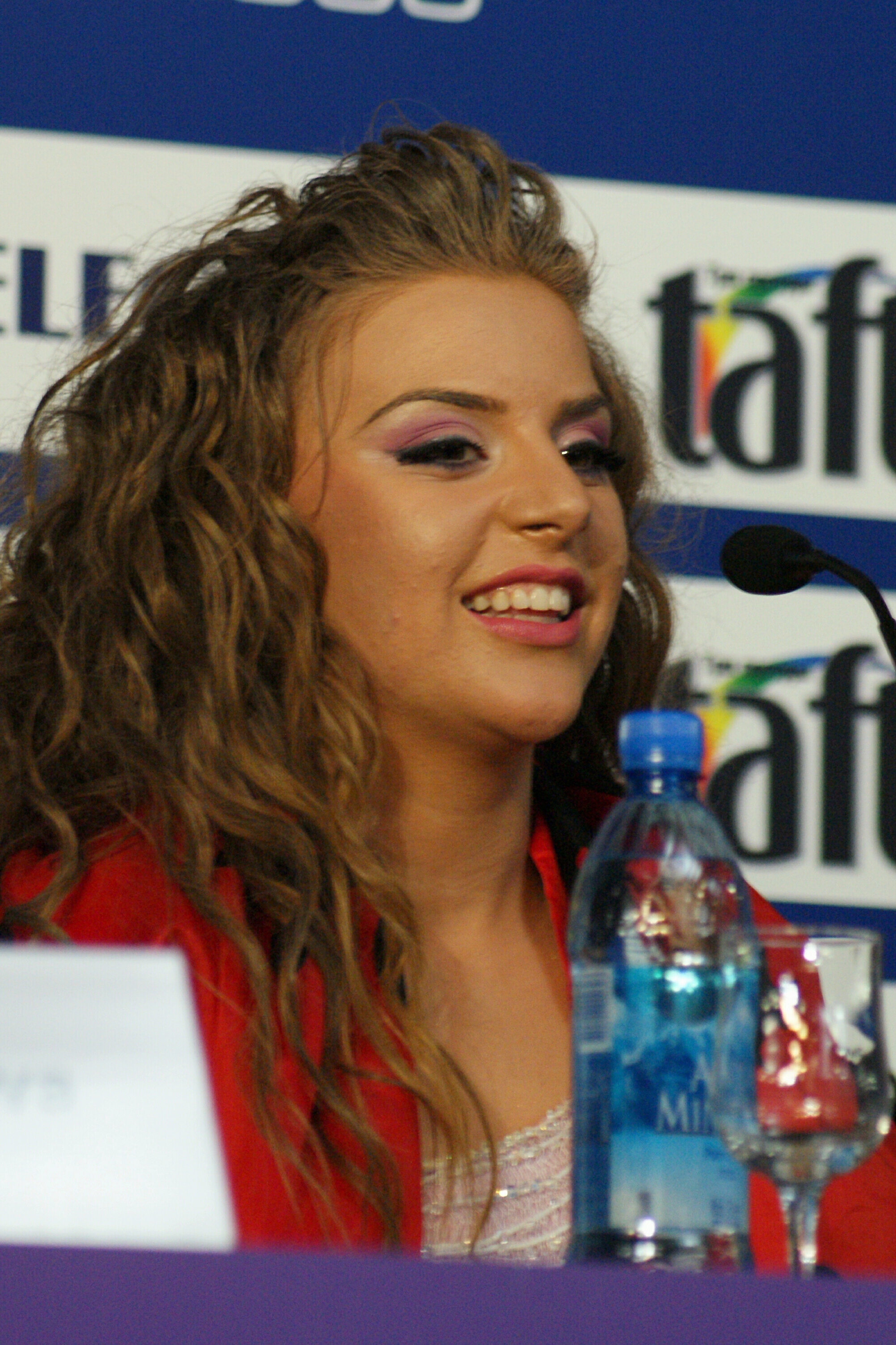
Zangeres Kejsi Tola (1992)

## Geboren in Tirana

### Tot 1910
- Essad Pasja Toptani (ca. 1863-1920), Ottomaans militair en parlementslid en premier van Albanië (1914-1916)
- Abdi Toptani (1864-1942), minister van Financiën en Landbouw
- Murat Toptani (1867-1918), dichter, beeldhouwer, activist en politicus
- Ismail Ndroqi (1876-1944), filosoof, geestelijke, pulmonoloog en burgemeester
- Jonuz Kaceli (1908-1951), ondernemer en dissident

### 1910-1919
- Sadik Kaceli (1914-2000), schilder
- Beqir Balluku (1917-1974), militair en minister van Defensie
- Abdyl Këllezi (1919-1976), minister van Financiën en parlementsvoorzitter
- Xhavit Shyqyri Demneri (1919-1996), voetballer

### 1920-1929
- Prokop Murra (1921-2007), minister van Energie en Defensie
- Skënder Begeja (1924), voetballer
- Esma Agolli (1928-2010), actrice

### 1930-1939
- Drago Siliqi (1930-1963), dichter, literair criticus en publicist
- Fitnete Rexha (1933-2003), folkzangeres
- Enver Faja (1934-2011), architect en ambassadeur in Polen
- Andrea Shundi (1934), agronoom
- Skënder Sallaku (1935-2014), acteur, komiek en Grieks-Romeins worstelaar
- Agim Zajmi (1936-2013), decorontwerper, schilder en hoogleraar
- Xhevat Lloshi (1937), albanoloog en balkanoloog
- Aleksandër Meksi (1939), premier (1992-1997)
- Leka van Albanië (1939-2011), troonpretendent en politicus

### 1940-1949
- Reshat Arbana (1940), film- en theateracteur
- Neritan Ceka (1941), archeoloog en partijvoorzitter AD
- Vladimir Prifti (1942), regisseur, scenarist en filmproducer
- Francesca Romana Coluzzi (1943-2009), Italiaans actrice
- Skënder Hyka (1944), voetballer
- Rexhep Meidani (1944), president van Albanië (1997-2002)
- Saimir Kumbaro (1945), filmregisseur
- Ferid Berberi (1946), gewichtheffer en gewichthefcoach
- Kujtim Gjonaj (1946), scenarioschrijver, regisseur, producer en uitgever
- Niko Kanxheri (1947), filmacteur en -regisseur
- Sali Kelmendi (1947), medeoprichter PD en burgemeester
- Ylli Bufi (1948), premier (1991)
- Aldo Zadrima (1948), schaker
- Ilirjan Bezhani (1949), dramaturg, theateracteur en -regisseur
- Ilir Hoxha (1949), politicus, schrijver en dictatorszoon

### 1950-1959
- Kujtim Çashku (1950), filmregisseur en -scenarioschrijver
- Vera Grabocka (1951), televisieregisseur
- Fatos Lubonja (1951), schrijver en dissident
- Ilir Përnaska (1951), voetballer
- Ylljet Aliçka (1952), schrijver
- Kastriot Islami (1952), hoogleraar, vicepremier en parlementsvoorzitter
- Fatos Nano (1952), premier (2002-2005) en partijvoorzitter PS
- Arta Dade (1953), hoogleraar en minister van Buitenlandse Zaken
- Agim Murati (1953), voetballer
- Gramoz Pasho (1955-2006), econoom, rector en parlementslid
- Alida Hisku (1956), zangeres
- Arben Morina (1956), schilder
- Ardian Klosi (1957-2012), publicist, vertaler, albanoloog, uitgever, opiniemaker en activist
- Bamir Topi (1957), president (2007-2012)
- Ndriçim Xhepa (1957), film- en theateracteur
- Arben Imami (1958), minister van Defensie
- Fatmir Koçi (1959), regisseur, scenarist en filmproducer
- Irma Libohova (1959), zangeres
- Arben Minga (1959-2007), voetballer

### 1960-1969
- Shkëlqim Muça (1960), voetballer en voetbalcoach
- Edmond Panariti (1960), academicus en minister van Buitenlandse Zaken
- Agim Sulaj (1960), schilder en cartoonist
- Roland Agalliu (1961), voetballer
- Lajla Përnaska (1961), parlementslid
- Bashkim Fino (1962), premier (1997)
- Eduard Abazi (1963), voetballer
- Ardit Gjebrea (1963), zanger, songwriter, producer en presentator
- Inva Mula (1963), operazangeres
- Genc Pollo (1963), minister van Innovatie, Technologische Innovatie en Communicatie
- Gjergj Xhuvani (1963), filmregisseur, -scenarioschrijver en -producer
- Pirro Çako (1964), zanger en componist
- Sulejman Demollari (1964), voetballer
- Mimi Kodheli (1964), viceburgemeester en parlementslid
- Edi Rama (1964), premier (2013-heden) en partijvoorzitter PS
- Adi Krasta (1965), journalist en televisiepresentator
- Lindita Nikolla (1965), politica
- Edmond Haxhinasto (1966), minister van Buitenlandse Zaken
- Irma Kurti (1966), schrijfster, dichtster en journaliste
- Manjola Nallbani (1966), operazangeres
- Artan Peqini (1966), beeldhouwer, keramist en hoogleraar
- Shpëtim Idrizi (1967), partijvoorzitter PDIU
- Pandeli Majko (1967), premier (2002)
- Edmond Abazi (1968), voetballer
- Ornela Vorpsi (1968), schrijfster, fotografe, schilderes en videaste
- Edmond Dosti (1969), voetballer
- Eranda Libohova (1969), zangeres
- Kreshnik Spahiu (1969), rechter, activist en partijvoorzitter AK

### 1970-1979
- Helidon Gjergji (1970), conceptueel kunstenaar
- Blendi Nallbani (1971), voetballer
- Tedi Papavrami (1971), violist
- Gent Strazimiri (1972), viceminister van Binnenlandse Zaken en parlementair fractievoorzitter PD
- Alban Bushi (1973), voetballer
- Elton Deda (1973), zanger
- Indrit Fortuzi (1973), voetballer
- Mira Konçi (1973), zangeres
- Lulzim Basha (1974), minister, burgemeester en partijvoorzitter PD
- Aldo Bumçi (1974), minister
- Ermonela Jaho (1974), operazangeres
- Kledi Kadiu (1974), Italiaans danser, schrijver en acteur
- Monika Kryemadhi (1974), parlementslid
- Toni Milaqi (1974), schilder en tekenaar
- Anri Sala (1974), kunstenaar
- Nevil Dede (1975), voetballer
- Vénera Kastrati (1975), kunstenares
- Altin Lala (1975), voetballer
- Edvin Murati (1975), voetballer
- Armando Zani (1975), voetballer
- Engert Bakalli (1976), voetballer
- Erjon Bogdani (1977), voetballer
- Ledina Çelo (1977), zangeres en model
- Dorian Çollaku (1977), kogelslingeraar
- Klodian Duro (1977), voetballer
- Elvis Sina (1978), voetballer
- Adrian Aliaj (1979), voetballer
- Rezart Dabulla (1979), voetballer
- Rozana Radi (1979), zangeres en songwriter
- Klodiana Shala (1979), atlete

### 1980-1989
- Igli Allmuça (1980), voetballer
- Isli Hidi (1980), voetballer
- Julka (1980), zangeres
- Ilion Lika (1980), voetballer
- Juliana Pasha (1980), zangeres
- Enkeleid Alikaj (1981), voetballer
- Ervin Bulku (1981), voetballer
- Elina Duni (1981), Albanees-Zwitsers jazzzangeres
- Ingrid Gjoni (1981), zangeres en model
- Elsa Lila (1981), zangeres
- Arjan Sheta (1981), voetballer
- Tani Stafsula (1981), Fins voetballer
- Ansi Agolli (1982), voetballer
- Genci Cakciri (1982), tennisser en tenniscoach
- Eneda Tarifa (1982), zangeres
- Alketa Vejsiu (1982), zangeres, televisiepersoonlijkheid, producer en radiopresentatrice
- Endrit Vrapi (1982), voetballer
- Mariza Ikonomi (1983), zangeres en componiste
- Jonida Maliqi (1983), zangeres
- Nik Xhelilaj (1983), film- en theateracteur
- Elia Zaharia (1983), actrice en danseres
- Breanne Benson (1984), Amerikaans pornoactrice
- Rezart Maho (1984), voetballer
- Gjergji Muzaka (1984), voetballer
- Entonio Pashaj (1984), voetballer
- Sonia Sudi (1984), actrice
- Besmir Bega (1985), voetballer
- Jürgen Gjasula (1985), Duits-Albanees voetballer
- Masiela Lusha (1985), Amerikaans-Albanees actrice, schrijfster en dichteres
- Sebino Plaku (1985), voetballer
- Marsida Saraçi (1985), zangeres
- Kristi Vangjeli (1985), voetballer
- Çiljeta Xhilaga (1985), zangeres en model
- Big Basta (1986), zanger, songwriter en componist
- Romela Begaj (1986), gewichthefster
- Ronald Gërçaliu (1986), Oostenrijks voetballer
- Edlira Mema (1986), Miss Albanië 2005
- Erjon Tola (1986), skiër
- Edvan Bakaj (1987), voetballer
- Elis Bakaj (1987), voetballer
- Elvana Gjata (1987), zangeres
- Panagiotis Kone (1987), Grieks voetballer
- Gentian Muça (1987), voetballer
- Seldi Qalliu (1987), zanger
- Anjeza Shahini (1987), zangeres
- Jahmir Hyka (1988), voetballer
- Erando Karabeci (1988), voetballer
- Kelly (1988), zangeres
- Olsi Teqja (1988), voetballer
- Ditmar Bicaj (1989), voetballer
- Edgar Çani (1989), voetballer
- Elda Dushi (1989), miss
- Ronela Hajati (1989), singer-songwriter en danseres
- Eni Malaj (1989), voetballer
- Migen Metani (1989), voetballer

### 1990-2009
- Blerti Hajdari (1990), voetballer
- Indrit Hithi (1990), voetballer
- Samanta Karavello (1990), zangeres
- Juxhin Xhaja (1990), voetbalscheidsrechter
- Olta Boka (1991), zangeres
- Gerald Tusha (1991), voetballer
- Almeda Abazi (1992), model en actrice
- Egla Harxhi (1992), Miss Albanië 2007
- Olsi Krasniqi (1992), Brits rugbyspeler
- Mario Morina (1992), voetballer
- Kejsi Tola (1992), zangeres
- Ardit Peposhi (1993), voetballer
- Kristina Bakiu (1995), Miss Universe Albania 2013
- Enca Haxhia (1995), singer-songwriter
- Igzidora Gjeta (2001), zangeres

## In Tirana woonachtig geweest
- Zog I van Albanië (1895-1961), president (1925-1928) en koning (1928-1939)
- Enver Hoxha (1908-1985), partijvoorzitter PPSH en dictator (1944-1985)